# Wek II (Batang Toru)
Wek II is een bestuurslaag in het regentschap Tapanuli Selatan van de provincie Noord-Sumatra, Indonesië. Wek II telt 1479 inwoners (volkstelling 2010).